# رودریگو اسپیندولا
رودریگو اسپیندولا (انگلیسی: Rodrigo Espíndola; ۲۹ ژوئیهٔ ۱۹۸۹ – ۱۳ مهٔ ۲۰۱۶) بازیکن فوتبال اهل آرژانتین بود.
از باشگاه‌هایی که در آن بازی کرده‌است می‌توان به باشگاه فوتبال راسینگ کلوب آویاندا اشاره کرد.